# Couvent des Croisiers de Liège
Le couvent des Croisiers de Liège, jadis en wallon å Creuhî[réf. nécessaire], était situé à l'emplacement de l'actuelle rue des Croisiers. L'église est détruite en 1817 et le reste du couvent est démoli en 1847.

## Histoire

### Fondation

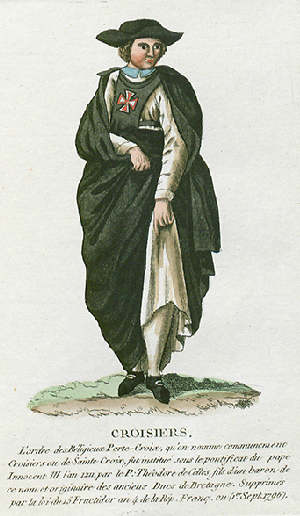
Croisier.

L'ordre des Chanoines réguliers de la Sainte-Croix (ou des Croisiers) prend naissance dans le diocèse de Liège en 1211. Théodore de Celles, fils du baron de Celles près de Dinant, s'étant croisé dans l'armée de l'empereur Frédéric Barberousse, eut l'occasion de voir en Syrie des religieux de la Sainte-Croix. À son retour, il obtint un canonicat à la cathédrale de Liège, alla en qualité de missionnaire à la croisade contre les albigeois et revint à Liège, pour travailler à la réforme de la vie canoniale. L'évêque Hugues de Pierrepont lui donna l'oratoire Saint-Thibaut de la Sarte près de Huy, et ce fut là qu'il jeta les fondements de l'ordre des Croisiers, qui fut confirmé par Innocent III et Honorius III. Théodore de Celles mourut en 1244. Associés aux dominicains, les Croisiers fondèrent une dizaine de couvents dans le diocèse de Liège. Celui de Liège fut établi en 1272 sur un terrain contigu à l'abbaye de Saint-Jacques, donné par l'abbé de ce monastère. Les Croisiers reconstruisent une nouvelle église vers 1504.

### Démolition
Occupé par le collège communal de Liège, les bâtiments sont démolis pour faire place à des maisons particulières vers 1840. Par arrêté royal du 16 octobre 1818, le terrain et les matériaux du couvent des Croisiers sont mis à la disposition des architectes de Liège pour l'Exposition universelle de 1905.[précision nécessaire]

### Révolution française
- devient en l'école secondaire en 1817 ou Collège Royal
- l'église est détruite en 1817,
- destruction définitive du bâtiment en 1847

### Affectation actuelle du site
La tour Kennedy occupe l'emplacement des bâtiments du couvent depuis 1970.

## Représentation
- Gravure de Remacle Le Loup Vue de l'église et Monastère des Chanoines réguliers de Sainte Croix à Liège (vue face à la Meuse).